# Tojixon Shodiyeva
Tojixon Toshmatovna Shodiyeva (en russe : Таджихан Ташматовна Шадиева Tadjikhan Tachmatovna Chodieva, née en janvier 1905 à Ferghana dans le Turkestan russe et morte en janvier 1981) est une activiste féministe et journaliste soviétique ouzbèke. Éditrice de Yangi yoʻl, elle est une figure majeure du féminisme ouzbek des années 1920 et 1930 entre autres par sa participation à la campagne du Hujum. Victime des Grandes Purges et condamnée à un camp de travail, elle est réhabilitée après la mort de Joseph Staline.

## Biographie

### Jeunesse
Shodieyeva nait en janvier 1905 à Ferghana dans une famille vivant du secteur minier. Entre l'âge de onze et quinze ans, Shodiyeva est offerte en mariage à un homme de cinquante ans déjà marié. Dans le cadre d'une campagne du Jenotdel, elle quitte cette union pour rejoindre un komsomol de Tachkent en 1921, ville qu'elle avait rejointe avec son mari lorsque celui-ci si rend pour ses études après s'être engagé dans une milice communiste,.

### Journalisme
En 1928, Shodiyeva est nommée éditrice en chef du journal Yangi yoʻl. Elle remplace alors Sobira Xoldarova qui occupait la position depuis l'inauguration du périodique en 1925. Le journal étant fondé comme l'organe médiatique de l'aile féminine du KPUz, elle fait partie des premières femmes d'Asie centrale à produire du contenu médiatique. Elle rejoint alors d'autres figures centrales de la presse féminine ouzbèke de l'époque tels Xoldarova, Oidin, Robiya Nosirova et Xosiyat Tillaxonova. Cette promotion n'est cependant pas attribuée à ses qualités journalistiques, mais plutôt à son influence dans le KPUz. La période pendant laquelle Shodiyeva est à la tête du journal coïncide avec la campagne de l'Hujum, mais ne dure qu'environ un an puisqu'elle quitte ce poste en 1929.

### Activisme politique
Lors de son passage au komsomol, Shodiyeva gravit rapidement les échelons. Elle est envoyée à travers l'Ouzbékistan pour travailler avec les sections locales de l'aile féminine du parti. Dès 1926, elle devient une figure de proue de l'Hujum, campagne soviétique contre les pratiques sociales traditionnelles ouzbèkes sur les femmes, où elle siège au comité de direction. Dans les mêmes années, elle rejoint le comité central du KPUz. En 1935, elle est élue pour siéger au Comité exécutif central de l'Union soviétique, un poste qu'elle tient jusqu'en 1937.
Dans les années 1930, Shodiyeva dirige l'organisation et la propagande sur les fermes collectives ouzbèkes en plus de diriger une branche locale du parti. En tant que membre de la direction du KPUz, elle est arrêtée durant les Grandes Purges en 1937 et envoyée en Sibérie. Elle passe 19 ans au camp de travail de Magadan. À sa sortie, elle est réhabilitée dans le cadre de la déstalinisation. Elle dirige ensuite une ferme collective dans le Ferghana jusqu'à sa mort en 1981.

## Vie personnelle
Mariée pour une première fois en bas âge, elle divorce de ce dernier durant son passage au Komsomol. Elle marie plus tard Hodim-Tursun Shodiyev.

## Honneurs
Durant sa vie, Shodiyeva reçoit plusieurs honneurs. Elle est faite membre de l'ordre de Lénine, de l'ordre de la révolution d'Octobre, de l'ordre de l'Insigne d'honneur et deux fois de l'ordre du Drapeau rouge du Travail. Ses honneurs lui sont retirés en 1937 lors de son arrestation, mais restaurés lors de sa réhabilitation.
Le nom de Shodiyeva est aujourd'hui porté par plusieurs rues dans la province de Ferghana. De plus, la ferme collective qu'elle dirige à la fin de sa vie est renommée en son honneur à la fin des années 1980.